# 레이테섬
레이테섬(Leyte)는 필리핀 중부 비사야 제도에 위치한 섬이다. 행정 단위로는 이 섬의 대부분을 차지하는 레이테주와 남부 4분의 1을 차지하는 남레이테주가 속한다. 인구는 약 190만 명이며 남북으로 180km, 동서로 65km로 넓은 곳에서 남북으로 길쭉하게 생긴 섬이다. 면적은 7,214 km2이다.

## 지리
레이테섬은 레이테 만에 접한 일대가 농업에 적합한 평지이며, 중앙은 산악 지대이고 열대성 기후와 더불어 밀림이 있다. 주요 산업으로는 임업, 벼 농사, 평지에서 사탕수수와 산지에서 코코야자 등의 재배에 의한 농업, 수산업이 있다.
언어는 영어 외에, 북부와 동부에서는 사마르섬 등에서도 사용되는 필리핀의 주요 언어 중 하나인 와라이와라이어(와라이어)가, 서부와 남부 세부섬 등으로 사용되는 세부아노어를 사용하고 있다.
섬 내 최대의 도시는 레이테만에 접한 레이테주의 주도인 타클로반(Tacloban)이다. 목재 적출항으로서, 또 이멜다 마르코스 전대통령 부인의 출신지로 유명하다. 섬 서쪽 해안에 오르모크만에 접한 지열발전소가 있는 오르모크(Ormoc) 거리와 남부 레이테주의 주도 마신(Maasin)이 있다.
레이테섬 동쪽은 사마르섬, 레이테섬, 디나가트섬에 둘러쌓인 레이테만이 필리핀해(태평양)로부터 비집고 들어가고 있다. 동쪽에서 북쪽에 걸쳐 인접한 사말섬은 좁은 곳에서 폭 2 km 정도의 산후아니코 해협에서 갈라지고, 여기에 일본의 융자로 지어진 필리핀 최대의 다리인 산후아니코 다리로 연결되어 있다. 또한 북쪽에는 칼리가라만에 푹 패인 빌리란 해협을 사이에 두고 빌리란섬(빌리란주)이 있다. 레이테섬 북쪽 해안의 사마르섬, 빌리란섬, 마스바테섬, 루손섬 등에 둘러싸인 해역은 사마르해이다. 남쪽 민다나오는 수리가오 해협에서 갈라지고 있다. 서쪽에는 오르모크 만이 있고 카모테스 해를 사이에 두고 세부섬이 있고, 카니가오 해협을 사이에 두고 보홀섬이 있다. 레이테섬에서 이 섬에 페리가 운행하고 있다.

## 역사
레이테섬 주변은 스페인인들이 오기 전부터 말레이 계열의 민족, 비사야인이 살고 있었으며, 중국 및 동남아시아 등과의 교역을 통해 이슬람교를 받아들이고 영주 (다투 또는 라자)를 받드는 많은 공동체를 만들었다. 그러나 통일된 국가를 형성하지는 못했다.
16세기에 들어 많은 스페인 함대가 들어와 스페인 지배가 시작되었다. 레이테섬 남쪽 바다에 있는 리마사와섬은 1521년에 페르디난드 마젤란이 필리핀 최초로 가톨릭 미사를 연 곳이라는 전설이 있다. 1543년에는 루이 로페스 데 비얄로보스가 사마르섬 등을 돌아 본 후 레이테섬에 와서 이 제도를 스페인 펠리페 왕세자 (펠리페 2세)의 이름을 따서 ‘필리피나스 제도’로 이름지었고, 이것이 ‘필리핀’의 이름 유래가 되었다.

### 제2차 세계 대전
레이테 만과 그 주변 해역은 제2차 세계대전 중에 세계 해전 역사상 가장 치열한 격전지가 된 ‘레이테만 전투’의 무대로 유명하다.
더글러스 맥아더가 이끄는 미군 부대는 1944년 10월 20일 레이테만에 상륙, 여기에서 필리핀 탈환의 첫걸음으로 삼았다. (23일 더글러스 맥아더가 세르히오 오스메냐와 함께 도착) 이후 필리핀의 결전, 레이테섬 전투가 섬 전체를 배경으로 벌어졌지만, 일본군은 물자 보급 수송선이 도중에 침몰되어 보급 중단으로 8만명 이상의 군인이 전사와 아사로 거의 전멸한 참패를 당했다. 살아남은 병사는 세부 등으로 개별적으로 탈출했지만, 생환율은 3% 정도였다. 또한 많은 섬 주민이 일본군과 게릴라전에 참가했으며, 전투로 인해 일반인도 많이 희생되었다. 섬 안에는 맥아더 장군의 필리핀 상륙을 기념하는 기념물이 착륙 지점인 해안에 있으며, 일본군 병사 위령비가 곳곳에 있다.

### 재해
- 1991년 - 레이테섬 북부 오르모크 주변에서, 토사재해가 발생.
- 2006년 - 남부 레이테 지방에서 대규모 산사태가 발생했다(2006년 레이테 산사태).

이러한 토사재해의 빈발은 호우 외에도 구릉지대가 대부분 농산물 재배지역이어서 보수력이 거의 없으며 남아있는 산림의 과잉 불법 벌채도 원인으로 의심되고 있다.

## 인구
| 연도                               | 인구      | ±% p.a. |
| ---------------------------------- | --------- | ------- |
| 1990                               | 1,689,756 | —       |
| 2000                               | 1,952,496 | +1.46%  |
| 2010                               | 2,188,295 | +1.15%  |
| 2015                               | 2,388,519 | +1.68%  |
| Source: National Statistics Office |           |         |